# Ghislaine Dommanget
Ghislaine-Marie-Françoise Dommanget, född 13 oktober 1900 i Reims, död 30 april 1991 i Neuilly-sur-Seine, var en fransk skådespelare och furstinna av Monaco. Hon gifte sig andra gången 24 juli 1946 med furst Ludvig II av Monaco. 
Dommanget debuterade som skådespelare understödd av Sarah Bernhardt och uppträdde på Théâtre de l'Odéon
och Comédie-Française i Paris och var aktiv både på scenen och inom film. Hon var gift i Frankrike och blev änka samt fick en son utom äktenskapet. År 1942 mötte hon Ludvig II, med vilken hon gifte sig fyra år senare. Paret fick inga barn. Vid makens död 1949 lämnade hon Monaco och fick titeln änkefurstinna av Monaco. Från slutet av 1950-talet var hon åter aktiv som skådespelare.   

### Fotnoter
1. 1 2 3 4  matchID, matchID-ID: PrhNYVWenfhd, läst: 4 februari 2022.[källa från Wikidata]
2. 1 2  Find a Grave, Find A Grave-ID: 20406, läs online, läst: 9 oktober 2017.[källa från Wikidata]
3. ↑  GeneaStar, GeneaStar person-ID: dommangetgh.[källa från Wikidata]
4. ↑  Leo van de Pas, Genealogics, 2003, genealogics.org person-ID: I00009236, läs online och läs online.[källa från Wikidata]
5. ↑  The Peerage person-ID: p10106.htm#i101054, läst: 7 augusti 2020.[källa från Wikidata]
6. ↑  Darryl Roger Lundy, The Peerage.[källa från Wikidata]